# Opel Kapitän
L'Opel Kapitän du constructeur automobile allemand Opel est produite entre fin 1938 et le printemps 1970. À l'origine, il s'agit d'un modèle de la catégorie grande routière qui est promu dans la catégorie des luxueuses avec la gamme KAD A à partir de 1964.
La plupart des modèles de Kapitän sont équipés de moteurs six cylindres en ligne d'une cylindrée allant de 2,5 à 2,8 litres et d'une carrosserie autoportante, à partir de 1965 avec la Kapitän A, il y a également des moteurs huit cylindres en V d'une cylindrée allant de 4,6 à 5,4 litres.

## Kapitän '39 (1938-1940)
La Kapitän est le dernier modèle d'Opel conçu avant la Seconde Guerre mondiale. Elle est introduite fin 1938 en tant que successeur de l'Opel Super 6 et présentée au Salon international de l'automobile de Genève au printemps 1939. La Kapitän d'avant-guerre est disponible en berline deux ou quatre places et en cabriolet. Elle a le même moteur de 2,5 litres que la Super 6 et elle a une carrosserie monocoque et une suspension indépendante à l'avant avec double triangle au lieu de la suspension Dubonnet.
Au moment où Opel cesse la production de voitures civiles à l’automne 1940, 25 371 unités ont été fabriquées. Trois autres véhicules individuels suivent en 1943.
Le prix d'achat de la berline deux places est de 3 575 Reichsmark, la berline quatre places coute 3 975 Reichsmark et le cabriolet à quatre ou cinq places à quatre fenêtres, 4 325 Reichsmark. La voiture est également un succès commercial à l'étranger.
Les entreprises de carrosserie Gläser à Dresde et Hebmüller à Wülfrath fabriquent également des cabriolets biplaces. Ceux-ci sont inclus dans le chiffre total de production de 248 châssis ou sous-ensembles pour carrosseries spéciales.

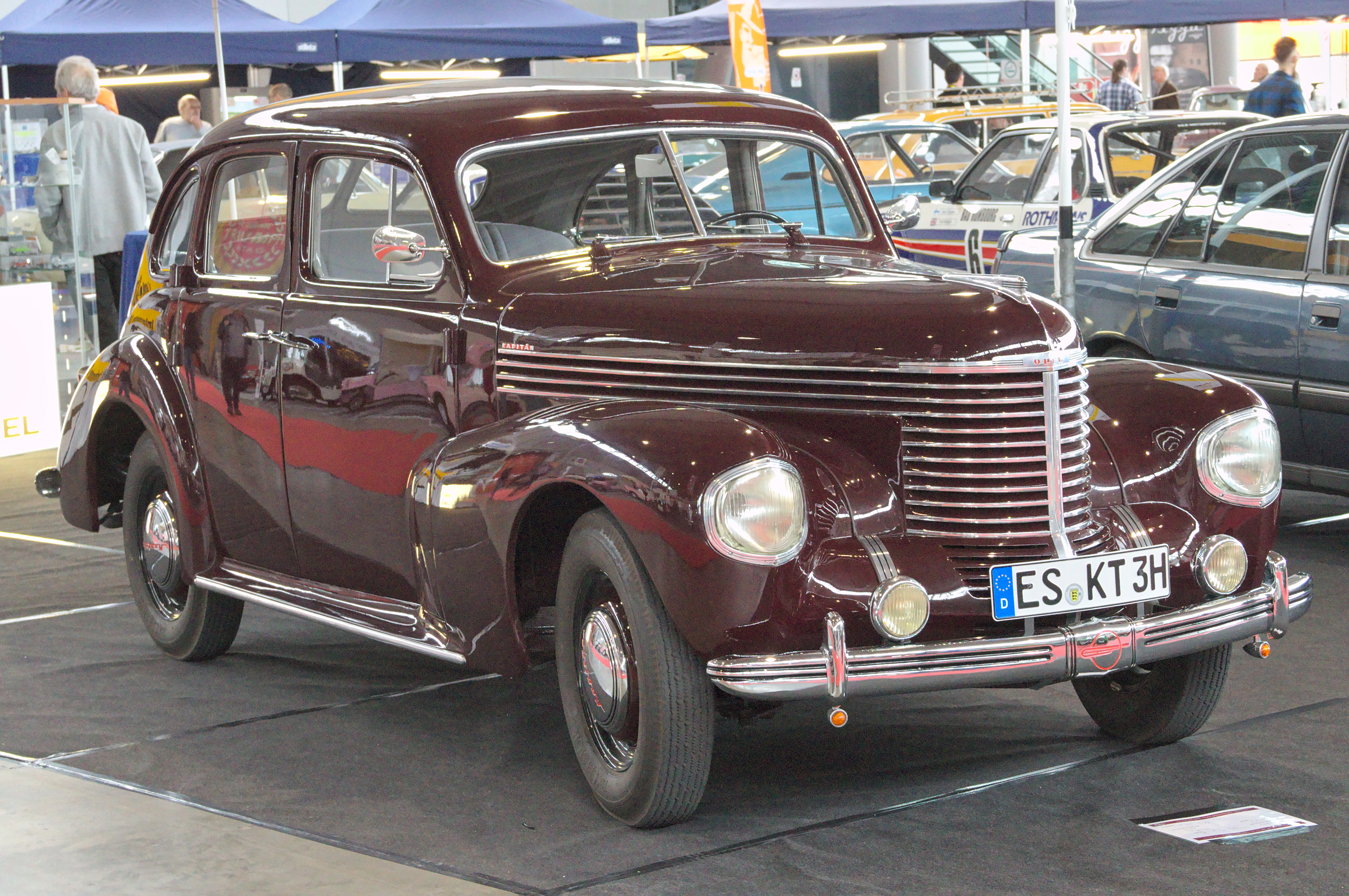
Opel Kapitän ’39.
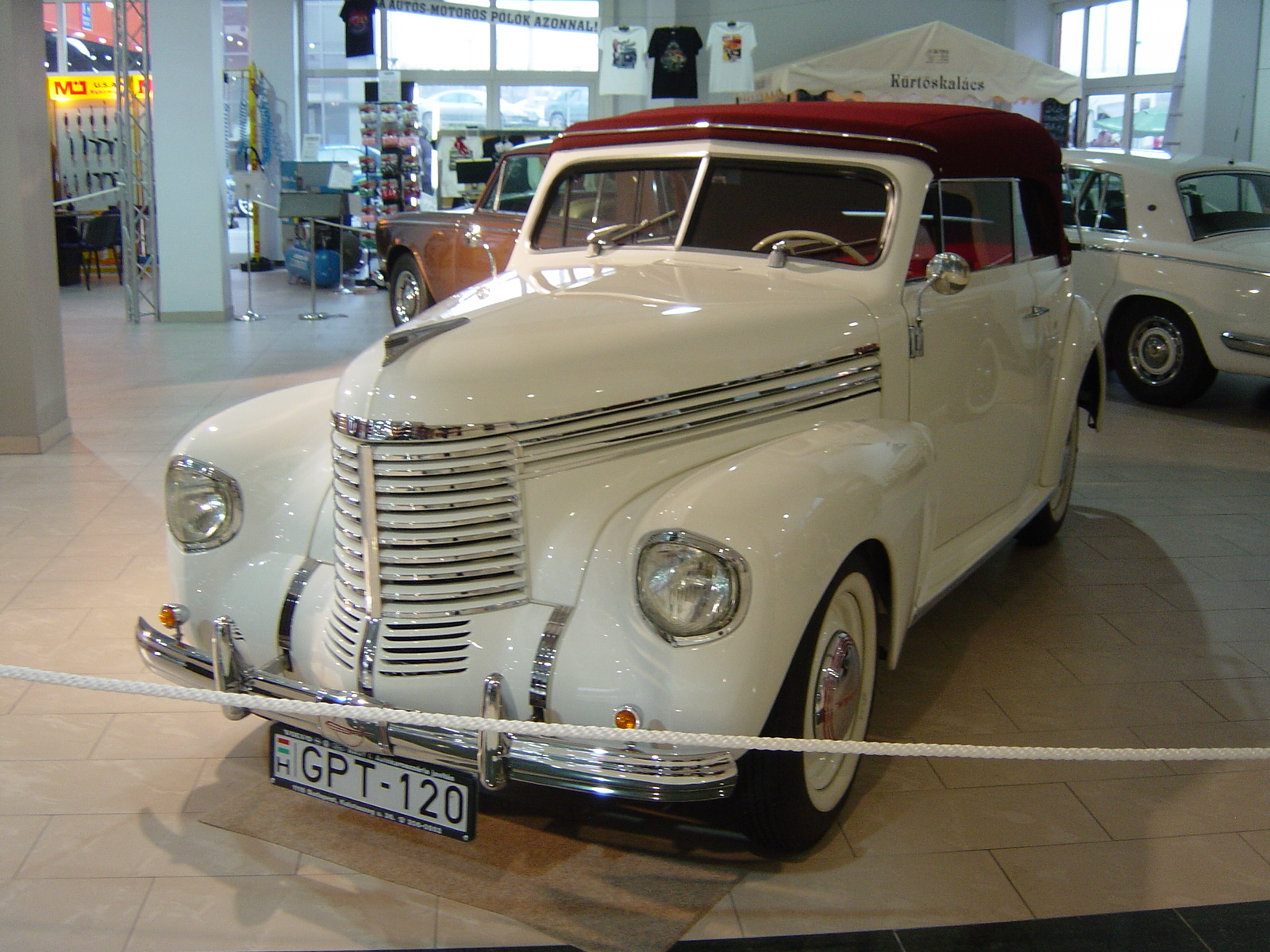
L'Opel Kapitän cabriolet n'est plus produite après la guerre.
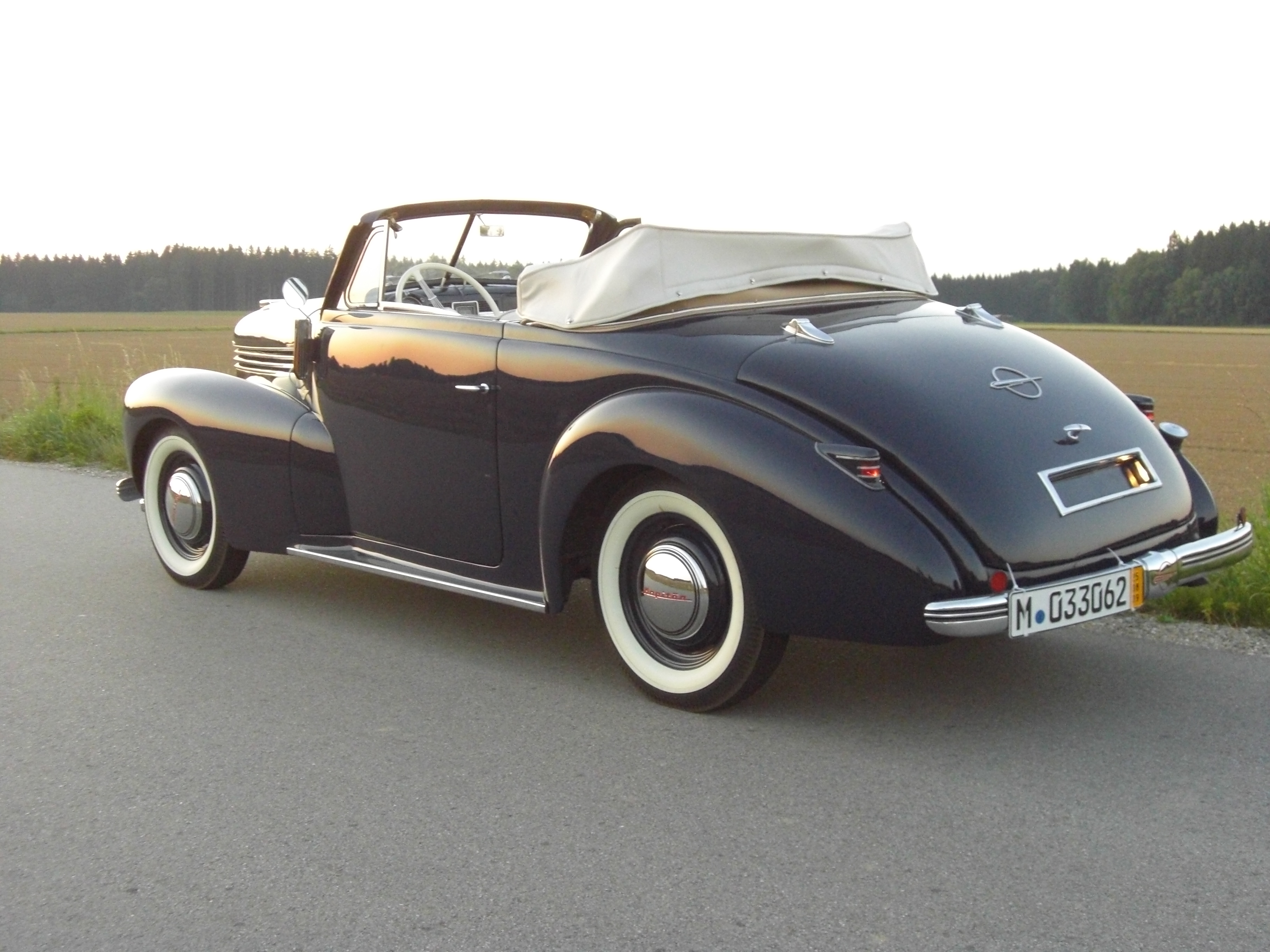
Seuls deux cabriolets Hebmüller ont survécu.
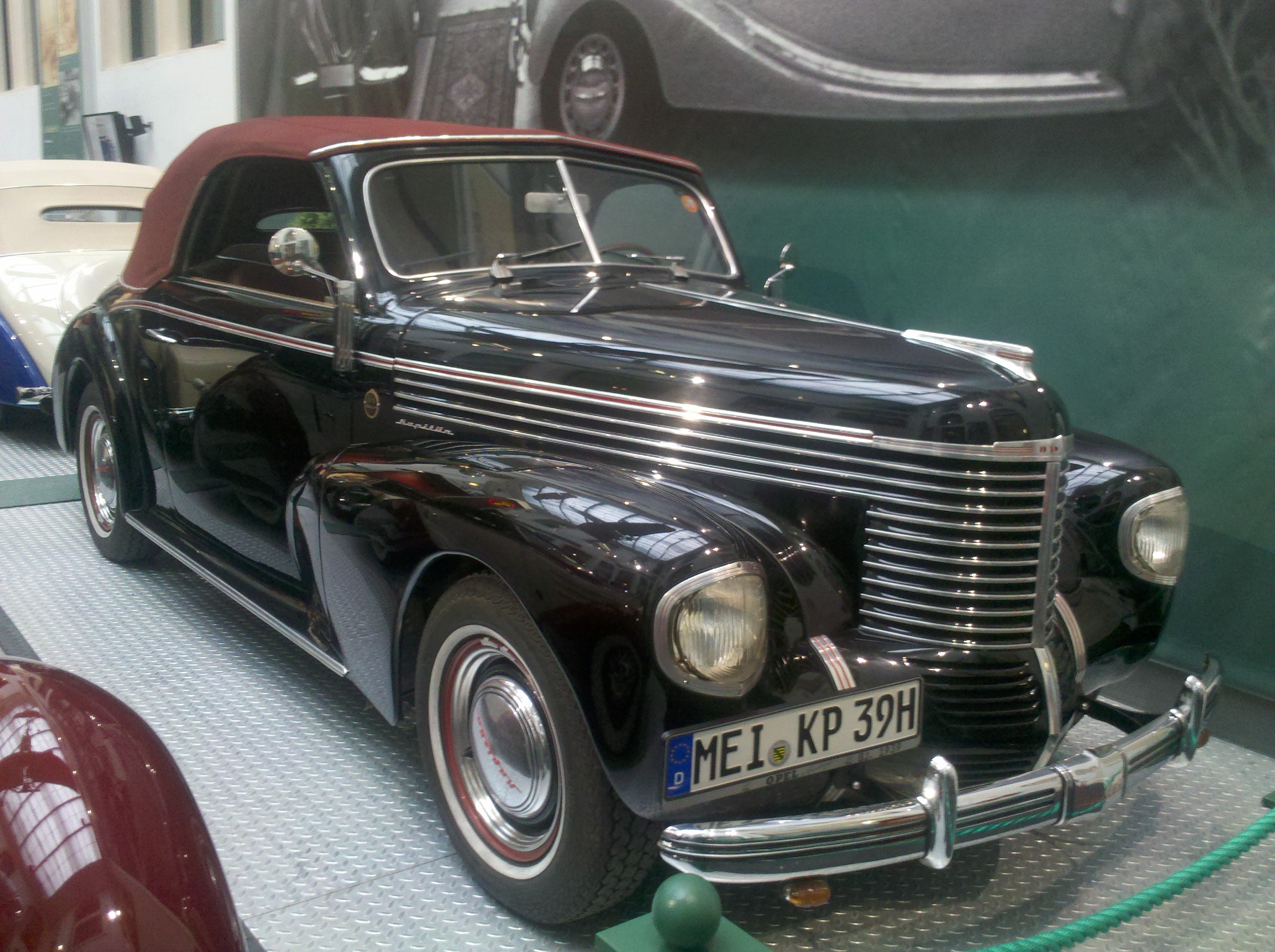
Opel Kapitän '39 cabriolet biplace avec carrosserie Gläser.

### Chiffres de production de la Kapitän
Entre 1938 et 1943, 25 374 Kapitän sont fabriquées,.
| Année   | 1938 | 1939   | 1940 | 1941 | 1942 | 1943 | Total  |
| ------- | ---- | ------ | ---- | ---- | ---- | ---- | ------ |
| Kapitän | 664  | 23.755 | 952  | 0    | 0    | 3    | 25.374 |

## Kapitän '48 (1948-1950)
La production de l'Olympia reprend initialement en décembre 1947. À partir d'octobre 1948, la Kapitän est également à nouveau produite sous une forme légèrement révisée, mais uniquement sous la forme d'une berline quatre portes avec portière antagoniste. Les différences notables incluent des phares désormais ronds et des modifications de détail tels que des pare-chocs avec des cornes et des enjoliveurs plus prononcés. Avec le moteur à cylindres en ligne de 2,5 litres développant 55 ch (40 kW) et la boîte de vitesses à trois rapports avec levier de vitesses central, elle atteint une vitesse de pointe de 126 km/h.
En avril 1950, 12 936 exemplaires sont construits.

### Chiffres de production de la Kapitän '48
Entre 1948 et 1950, 12 936 Kapitän '48 sont fabriquées,.
| Année       | 1948 | 1949  | 1950  | Total  |
| ----------- | ---- | ----- | ----- | ------ |
| Kapitän '48 | 266  | 7.820 | 4.850 | 12.936 |

### Kapitän '50 (1950-1951)

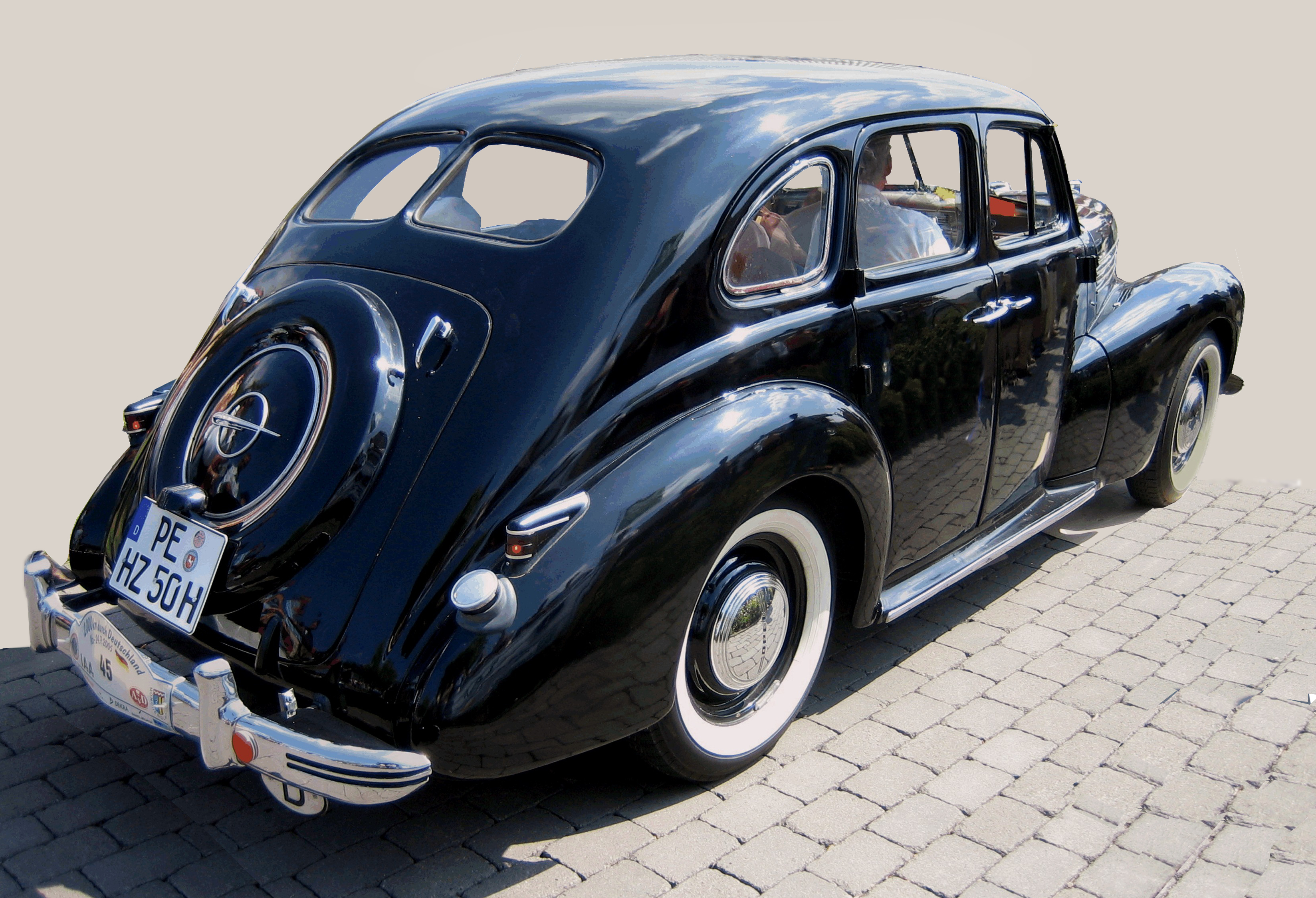
Opel Kapitän ’50

La Kapitän '50 reçoit quelques changements et améliorations. Les caractéristiques les plus notables sont le nouveau levier de vitesses au volant (« télécommande »), un nouveau tableau de bord, dans les dernières Kapitän ’50, et un nouveau design des panneaux intérieurs et des tissus d’ameublement (rayures). Le taux de compression du moteur de 2,5 litres est légèrement augmenté, passant de 6,0:1 à 6,1:1.
17 470 exemplaires de Kapitän '50 sont fabriquées entre mai 1950 et février 1951.

### Chiffres de production de la Kapitän '50
Entre 1950 et 1951, 17 470 Kapitän '50 sont fabriquées,.
| Année       | 1950   | 1951  | Total  |
| ----------- | ------ | ----- | ------ |
| Kapitän '50 | 13.799 | 3.671 | 17.470 |

## Kapitän '51 (1951-1953)
La Kapitän '51 représente les premiers signes du miracle économique allemand avec sa carrosserie modernisée, sa lunette arrière non divisée, beaucoup plus de chrome et un moteur plus puissant de 58 ch (43 kW). La voiture est extrêmement populaire dans les années 1950 et est un symbole de statut. Elle occupe parfois la troisième place dans les statistiques d'immatriculation après la Volkswagen Coccinelle et l'Opel Olympia Rekord. De mars 1951 à juillet 1953, 48 587 véhicules sont construits au total. Le prix est de 9 250 Deutsche Mark (9 600 Deutsche Mark à partir du 1er août 1951).

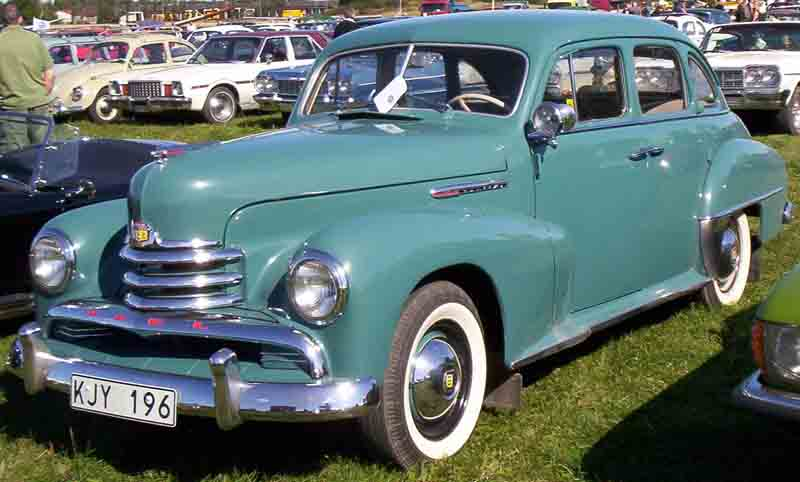
Opel Kapitän ’51
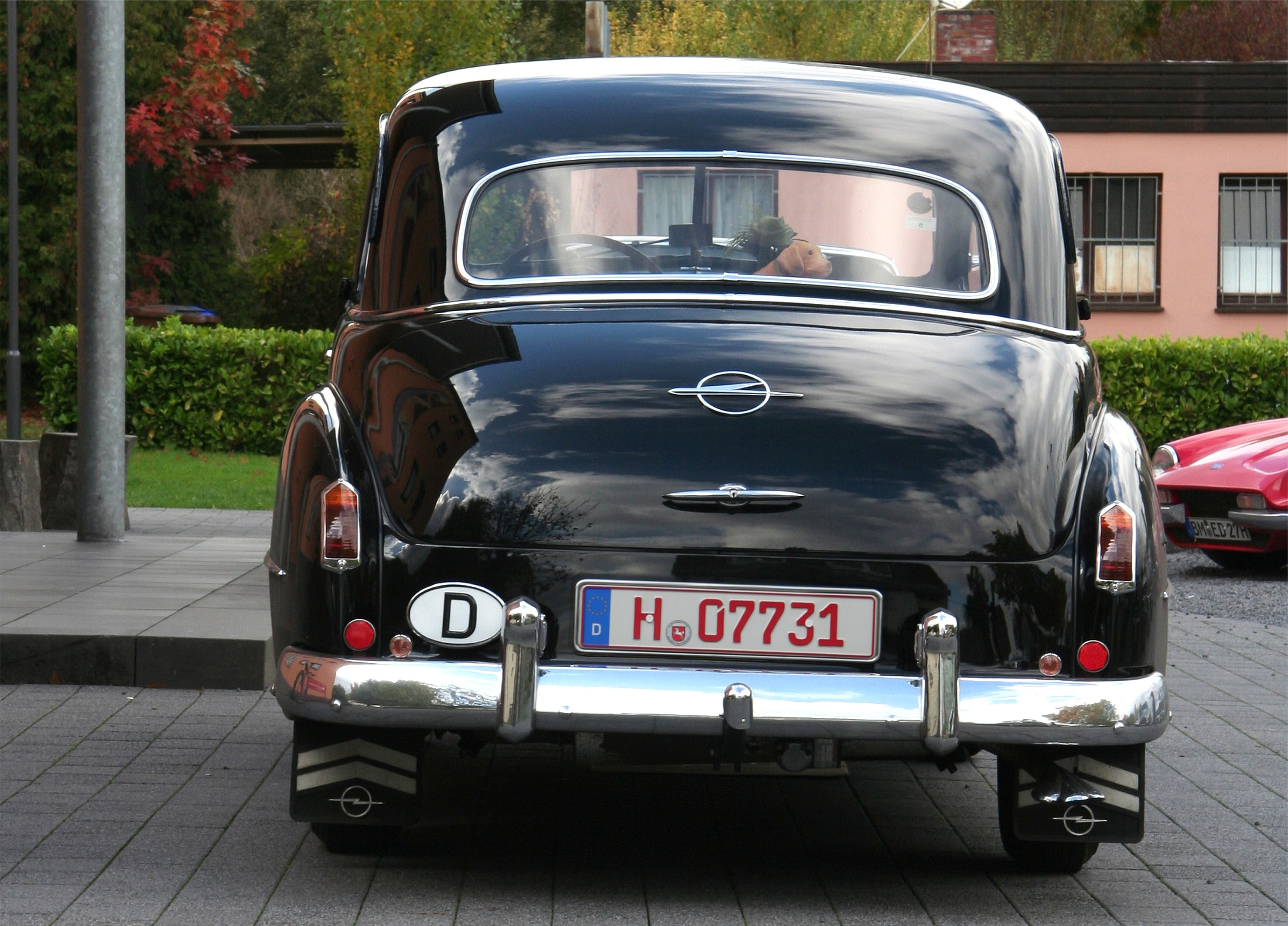
Arrière de l'Opel Kapitän '51 avec vitre arrière sur toute la longueur

### Chiffres de production de la Kapitän '51
Entre 1951 et 1953, 48 587 Kapitän '51 sont fabriquées,.
| Année       | 1951   | 1952   | 1953  | Total  |
| ----------- | ------ | ------ | ----- | ------ |
| Kapitän '51 | 18.075 | 22.757 | 7.755 | 48.587 |

## Kapitän '54
À l'automne 1953, la Kapitän '54 redessinée reçoit une carrosserie ponton de style américain avec une calandre distinctive de style « gueule de requin ». Toutes les portes sont désormais battantes vers l'avant et le pare-brise est également non divisé. La lunette arrière est divisée en trois parties avec une large vitre centrale et deux petites vitres extérieures plus courbées. La puissance du moteur passe à 68 ch (50 kW) et la vitesse de pointe à 138 km/h.

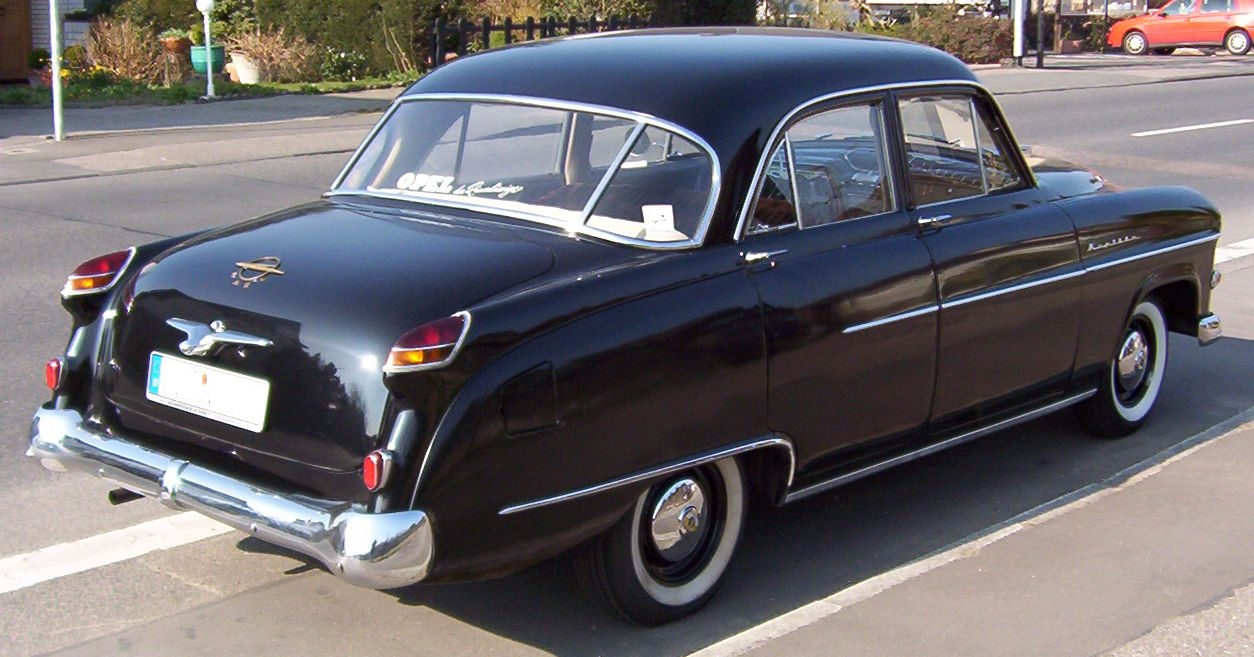
Opel Kapitän ’54 (arrière avec lunette arrière en trois parties)

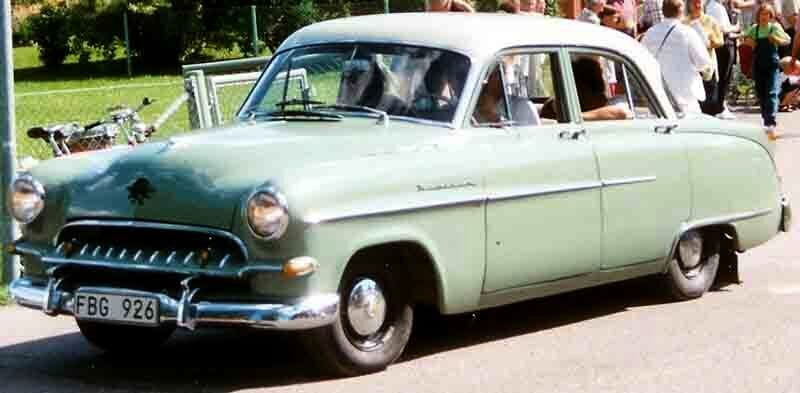
Opel Kapitän ’54

Au cours de sa période de production de novembre 1953 à juillet 1955, 61 543 exemplaires sont construits. Le prix d'achat est de 9 500 Deutsche Mark (8 990 Deutsche Mark à partir du 3 janvier 1955).

### Chiffres de production de la Kapitän '54
Entre 1953 et 1955, 61 544 Kapitän '54 sont fabriquées,.
| Année       | 1953  | 1954   | 1955   | Total  |
| ----------- | ----- | ------ | ------ | ------ |
| Kapitän '54 | 1.497 | 44.259 | 15.788 | 61.544 |

### Kapitän '56/'57 (1955-1958)

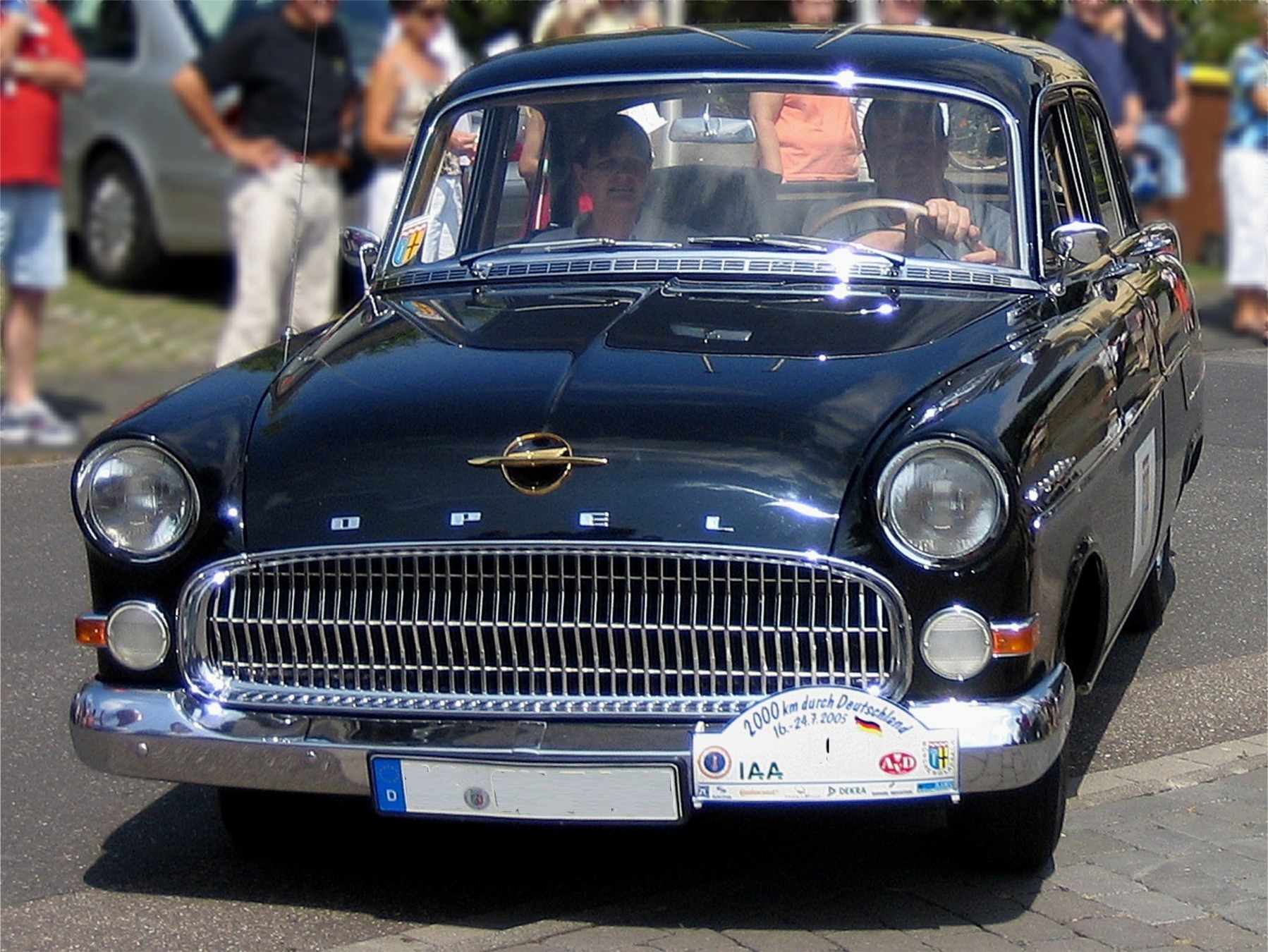
Opel Kapitän ’56

La série, lancée en août 1955, reçoit un léger lifting. Le capot est lissé et la calandre est désormais constituée de barres verticales au lieu du style « gueule de requin ». Les ailes arrière reçoivent de petits « ailerons ». La puissance du moteur est augmentée à 75 ch (55 kW).
À partir d'août 1956, la Kapitän '57 est proposée à la vente. Pour la première fois en mai 1957, la version L de ce modèle, mieux équipée, est disponible moyennant un supplément de 900 Deutsche Mark. il offre, entre autres, des sièges avant individuels, un rétroviseur intérieur à intensité variable, des feux de recul et d'autres aménagements. Une surmultiplication (2e et 3e vitesses) est également disponible.
Au total, 92 555 Kapitän '56 et Kapitän '57 sont construites jusqu'en juillet 1958.

### Chiffres de production de la Kapitän '56/'57
Entre 1955 et 1958, 92 555 Kapitän '56/'57 sont fabriquées,.
| Année           | 1955   | 1956   | 1957   | 1958  | Summe  |
| --------------- | ------ | ------ | ------ | ----- | ------ |
| Kapitän '56/'57 | 15.364 | 42.958 | 23.063 | 3.187 | 84.572 |
| Kapitän '57 L   |        |        | 6.822  | 1.161 | 7.983  |
| Total           | 15.364 | 42.958 | 29.885 | 4.348 | 92.555 |

## Kapitän P 2,5 ("P" d'origine, 1958-1959)
L'Opel Kapitän P 2,5 apparait en juillet 1958 au prix de 10 250 Deutsche Mark, avec un moteur de 2,5 litres et une puissance de 80 ch (59 kW). Une version L (supplément de 750 Deutsche Mark) et une boîte de vitesses à surmultiplication (supplément de 650 Deutsche Mark) spnt également disponibles.
Le style de la carrosserie, avec ses nombreuses garnitures chromées, ses ailerons arrière et ses fenêtres panoramiques à l'avant et à l'arrière, s'inspire fortement des automobiles américaines de la période, c'est pourquoi il n'est que très peu populaire auprès des acheteurs allemands. Le choix de couleurs de peinture était abondant. En raison des feux arrière en forme de trou de serrure, ce modèle est plus tard surnommé le « Schlüsselloch-Kapitän » (« Capitaine du trou de serrure »). Il est également connu sous le nom de capitaine « P1 » (le « P » signifiant « fenêtres panoramiques »).
En raison du toit fortement incliné à l'arrière, de la lunette arrière panoramique et des portes un peu étroites, l'accès à la banquette arrière est inconfortable pour les adultes ; il est facile de se cogner la tête contre le bord arrière du toit. De plus, la vue latérale des passagers arrière est restreinte et le toit bas entraînet une mauvaise visibilité vers l'arrière, ce qui limite également l'espace pour la tête. Le pare-brise, qui s'étend loin dans les coins, s'est avéré être un inconvénient lors de l'entrée, car il est facile de se cogner les genoux sur le cadre inférieur. De juillet 1958 à juin 1959, 34 842 Kapitän P 2.5 sont construits. Ce modèle est remplacé après seulement un an,.

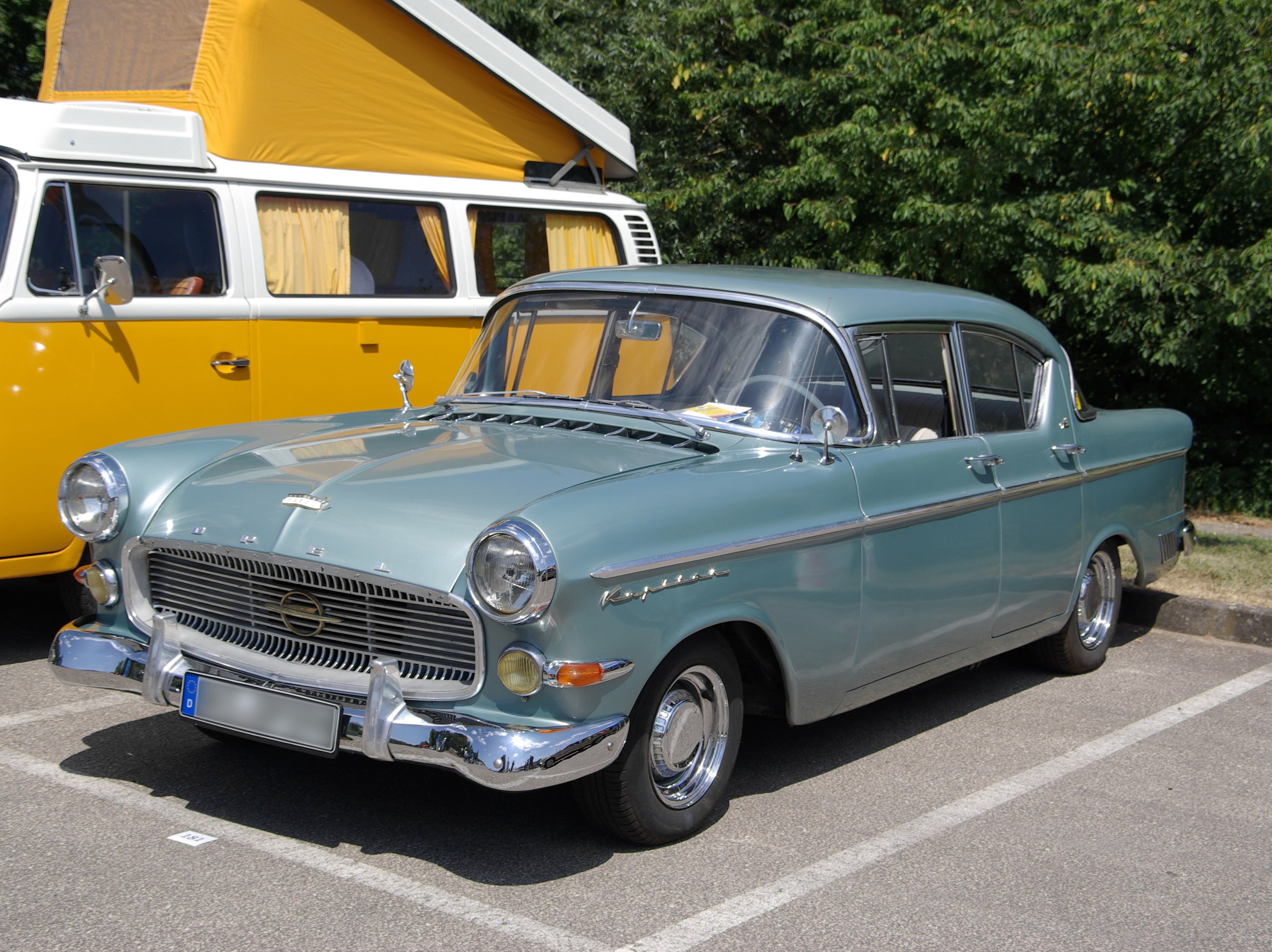
Opel Kapitän P 2,5
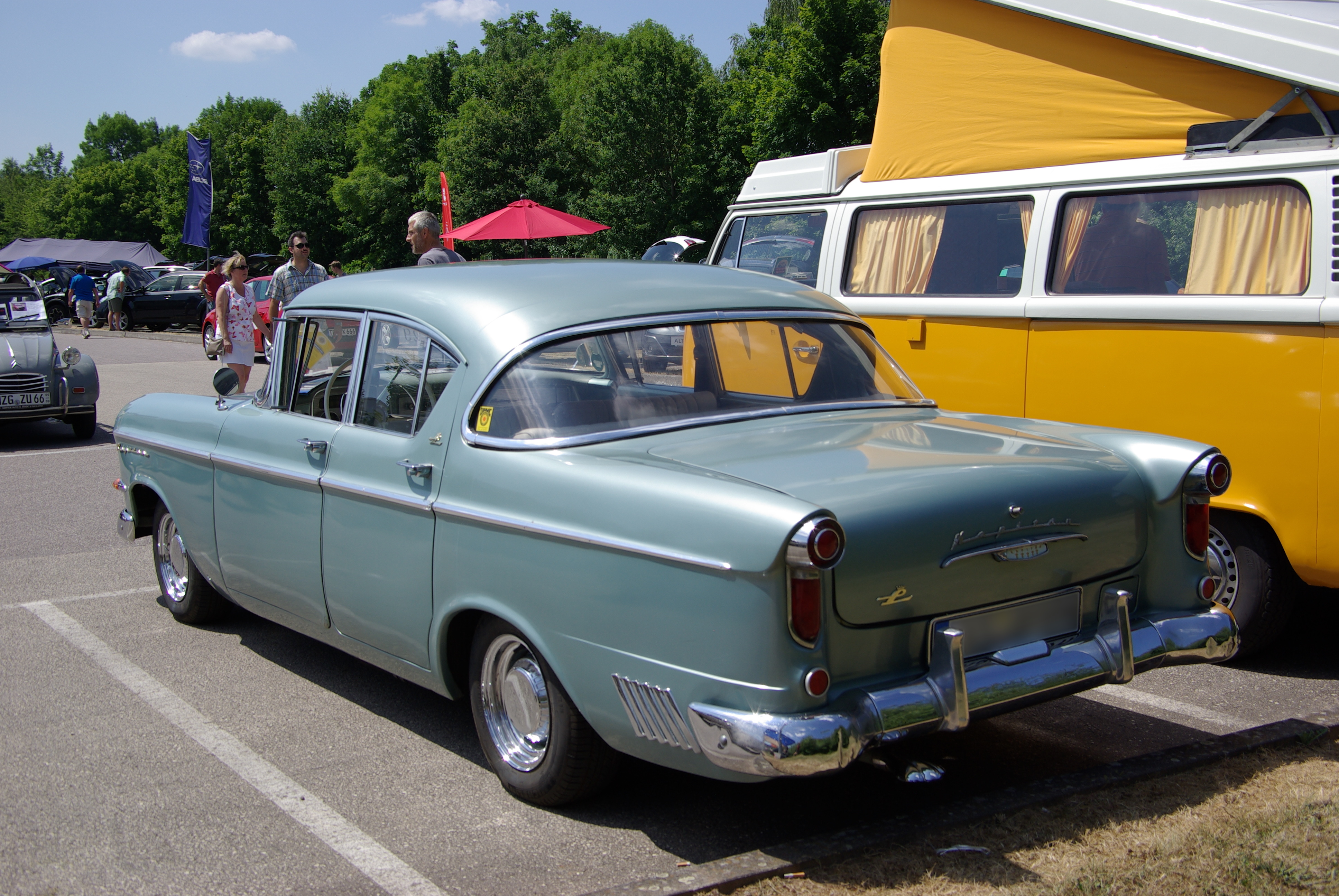
Opel Kapitän P 2,5
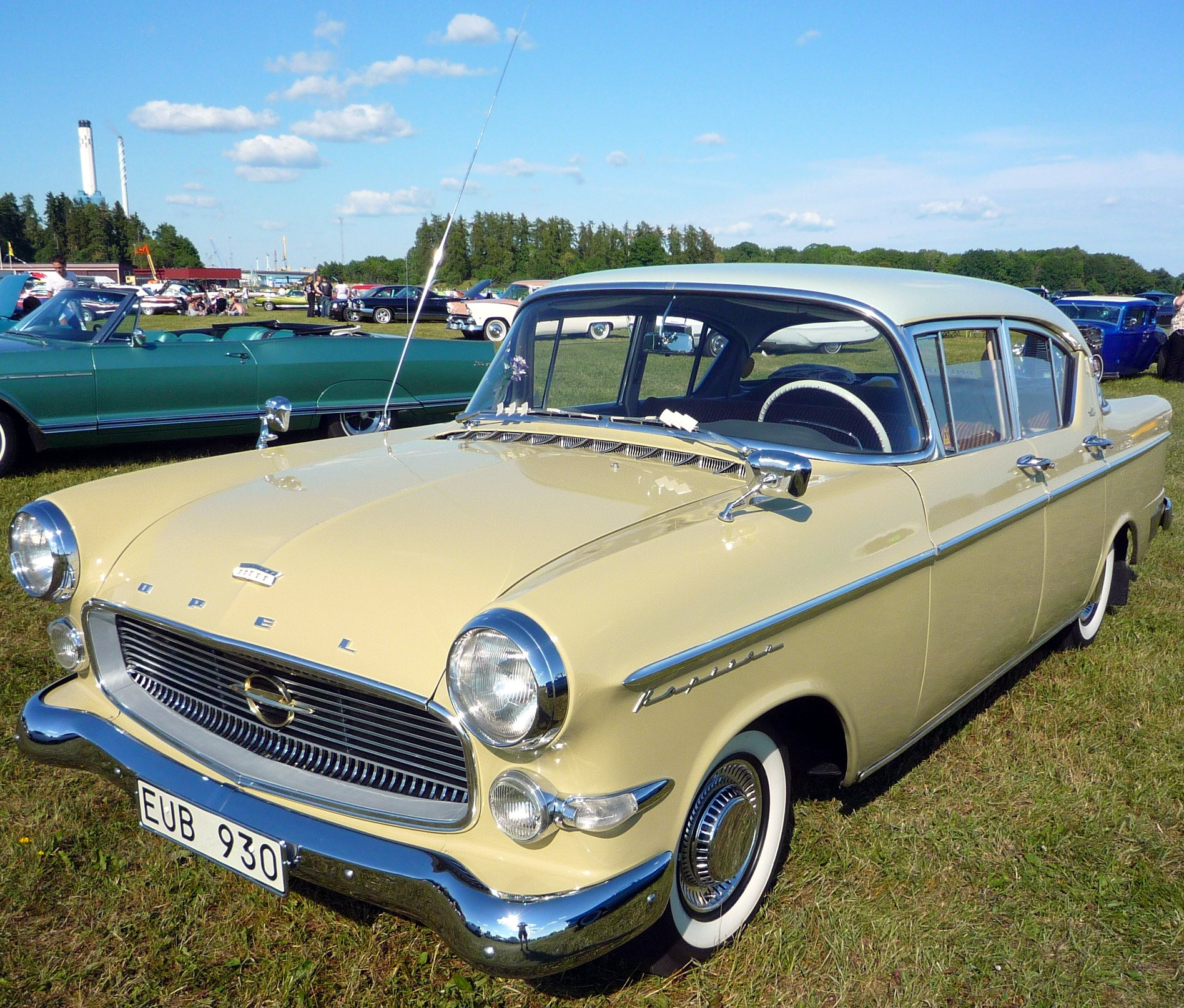
Opel Kapitän P 2,5
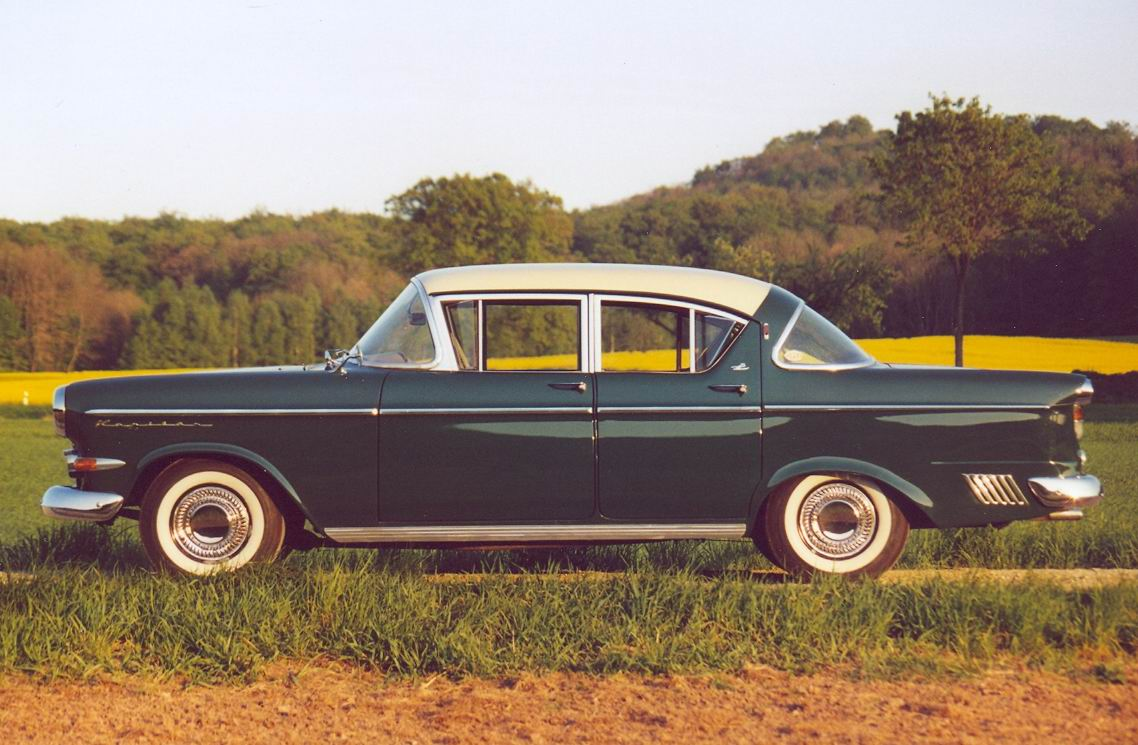
Opel Kapitän P 2,5
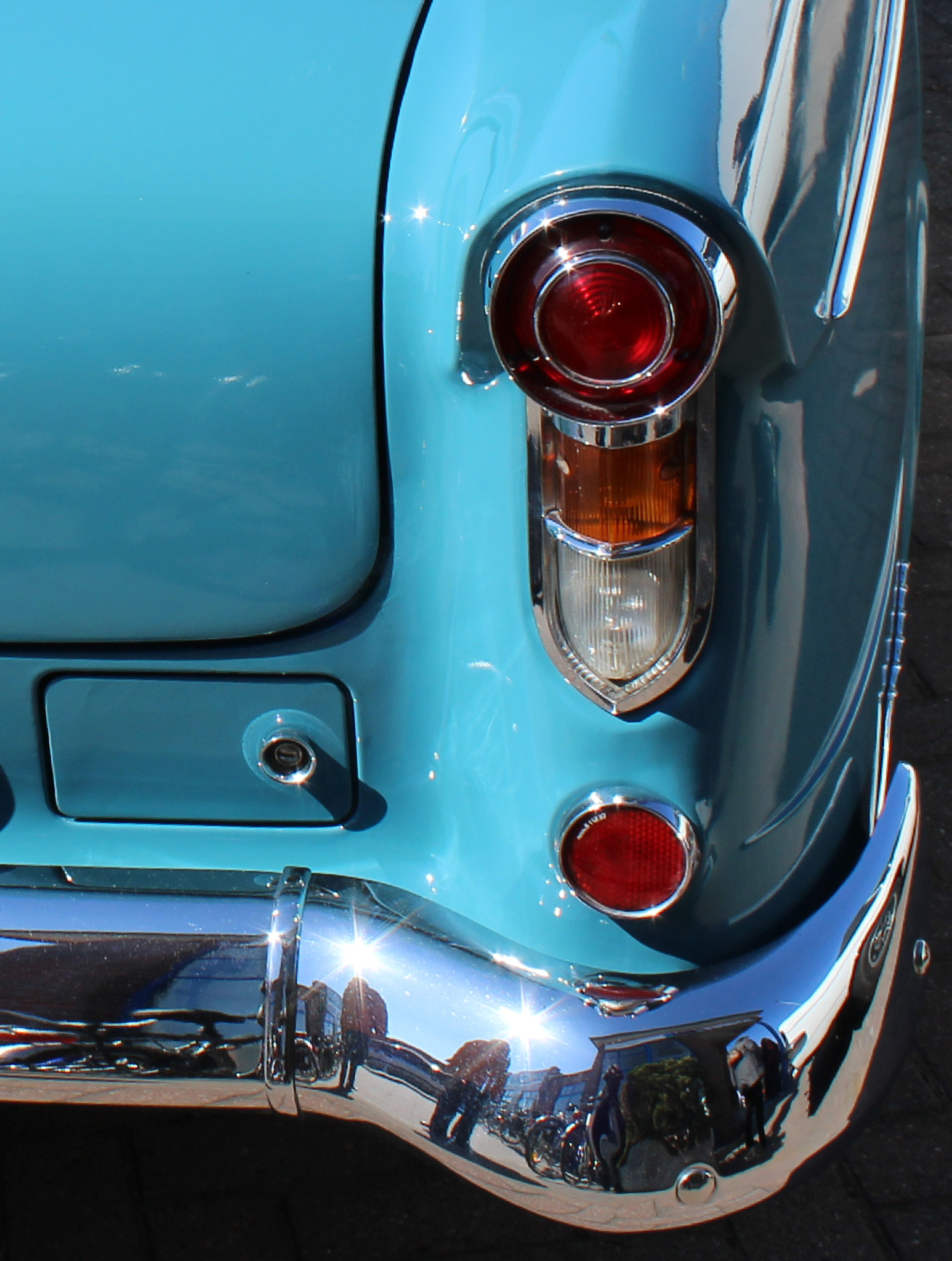
Détail

| Année           | 1958   | 1959  | Total  |
| --------------- | ------ | ----- | ------ |
| Kapitän P 2,5   | 13.156 | 4.554 | 17.710 |
| Kapitän P 2,5 L | 11.880 | 5.252 | 17.132 |
| Total           | 25.036 | 9.806 | 34.842 |

## Kapitän P 2,6 (1959-1963)
À l'été 1959, un nouveau Kapitän apparaît : la nouvelle carrosserie présente des lignes plus plates et étirées avec une fenêtre panoramique encore plus grande à l'avant. Le toit, critiqué pour être très bas à l'arrière sur le modèle précédent, est modifié pour faciliter l'accès à l'arrière. Avec une cylindrée augmentée à 2605 cm³, la puissance du moteur passe à 90 ch (66 kW) et la vitesse de pointe à 150 km/h.
La voiture est devenue la Kapitän la plus réussie jamais construite. Après la surmultiplication utilisée jusqu'au milieu des années 1960, Opel propose en option pour ce modèle une transmission automatique « Hydramatic » à 3 rapports à partir de l'été 1960 et une direction assistée à partir de 1962. Il existe également une variante avec un équipement de qualité supérieure (version « L »). Opel s'abstient également de présenter presque chaque année un véhicule modifié, contrairement au modèle de marketing automobile américain de l’époque.
La désignation de type « Kapitän P-LV », souvent utilisée à tort, spécifiquement pour la Kapitän P 2,6, provient d'une erreur dans l'ouvrage de référence Oswald qui est reprise à plusieurs reprises : la désignation « LV » est interne à Opel et signifie « Limousine Viertürig » (« berline quatre places ») pour toutes les gammes de modèles, tandis que « LZ » signifie « Limousine Zweitürig » (« berline deux places ») (voir catalogues de pièces détachées). « LVL » signifie « Limousine Viertürig Luxus » («berline 4 places de luxe»). L'ancien modèle de Kapitän s'appele initialement Kapitän P en interne et plus tard - pour la distinguer de la P 2,6 dotée d'un moteur plus gros - P 2,5. Il existe également en très petit nombre une variante de type coupé deux places de l'Opel Kapitän P 2,6, construite chez Autenrieth à Darmstadt. Deux d'entre elles sont encore connues, une est en état de marche.
De juillet 1959 à décembre 1963, un total de 145 616 Kapitän P 2,6 sont construites. Les dernières nouvelles immatriculations sont enregistrées en février 1964. La P 2.6 est la dernière Kapitän, qui devance Daimler-Benz dans les statistiques d'immatriculation de la catégorie six cylindres jusqu'en 1960. 

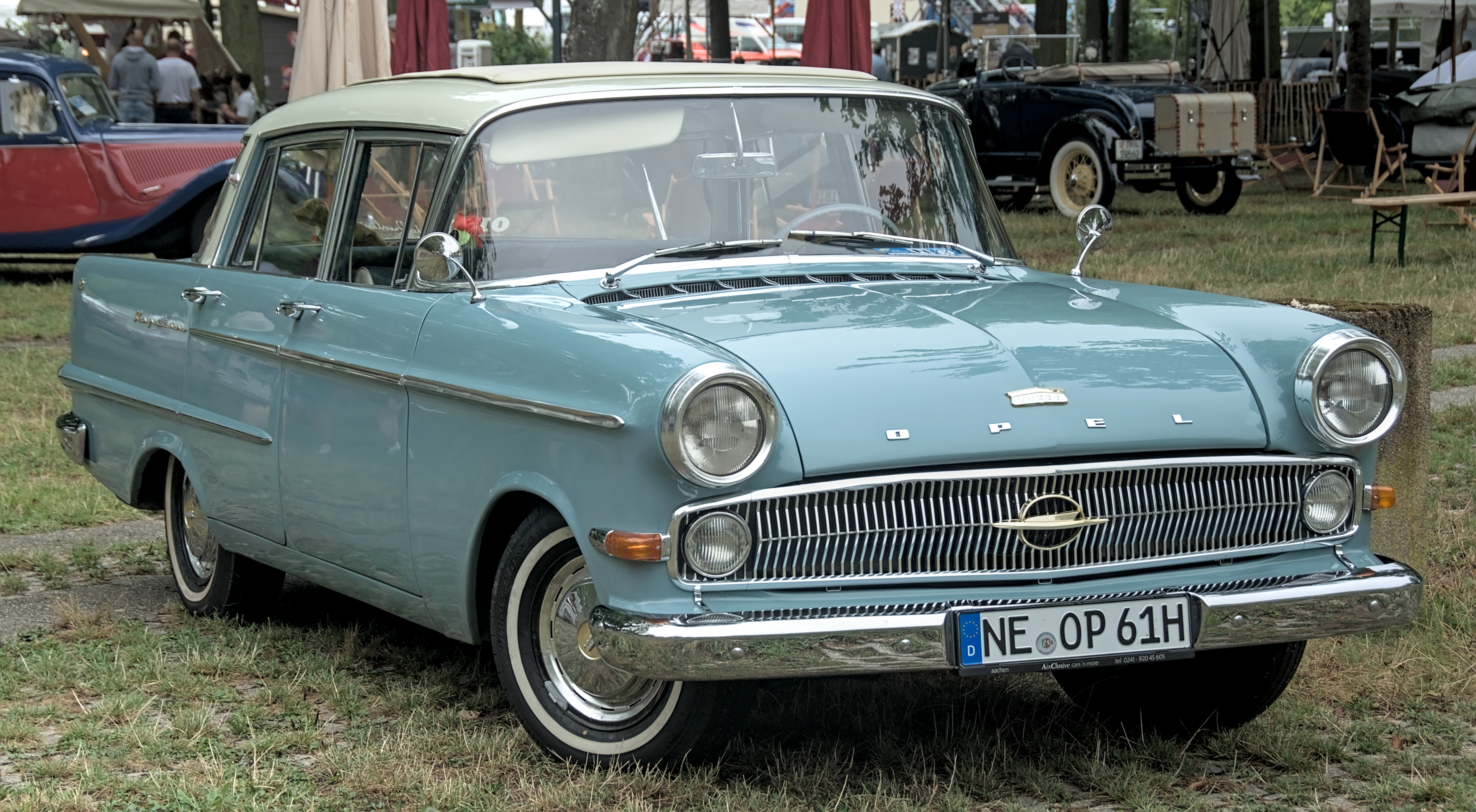
Opel Kapitän P 2,6
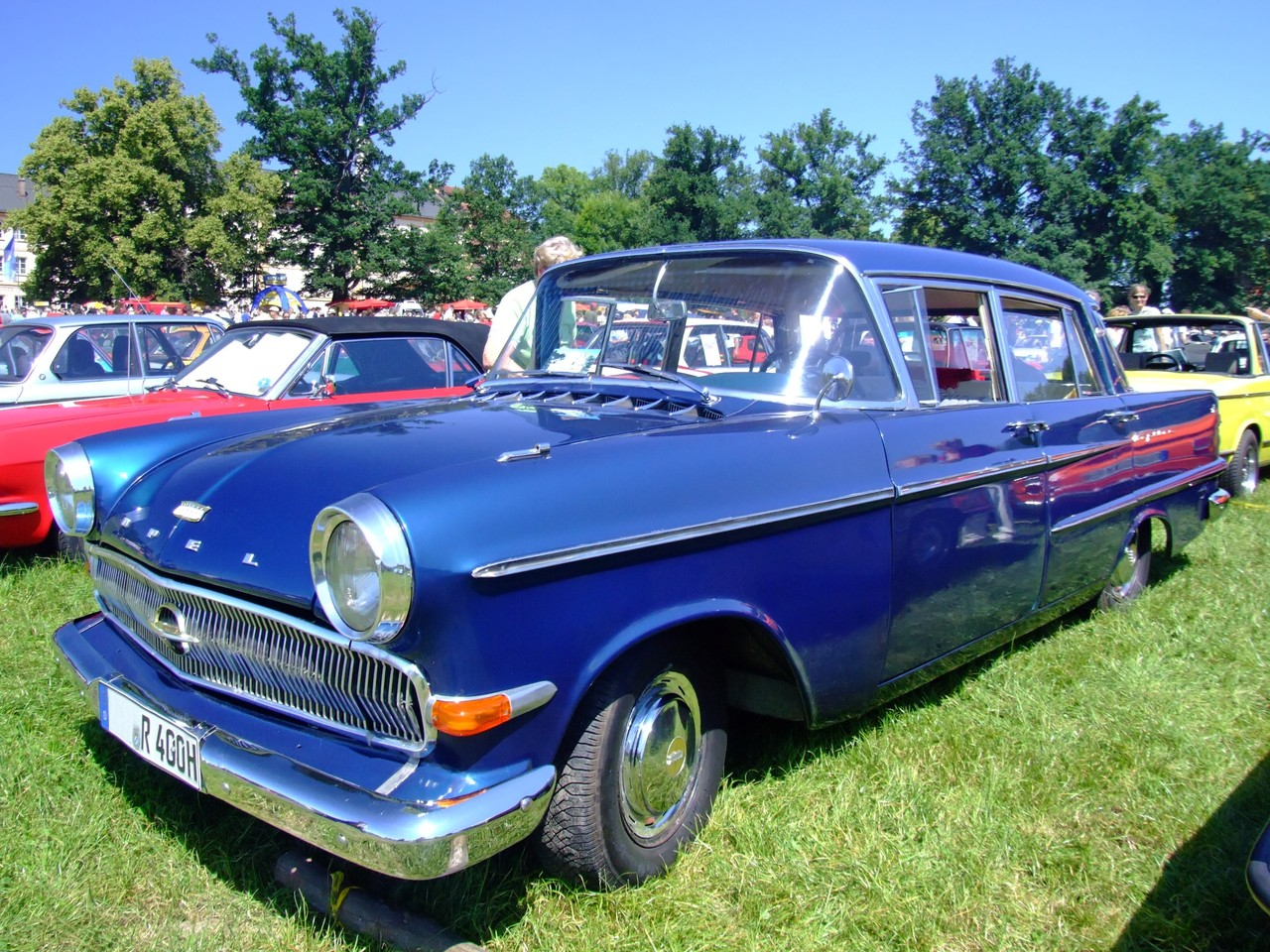
Opel Kapitän P 2,6
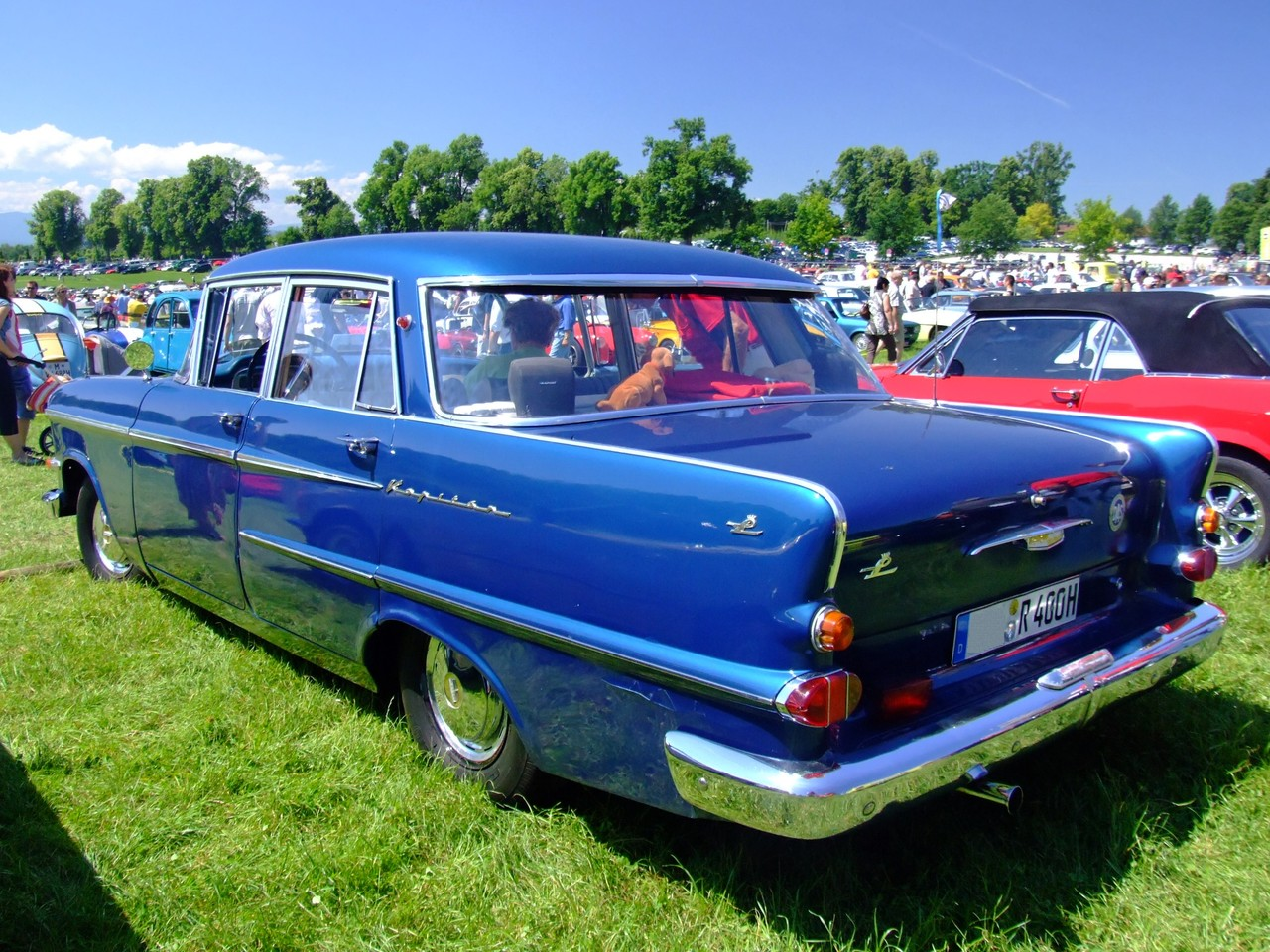
Opel Kapitän P 2,6
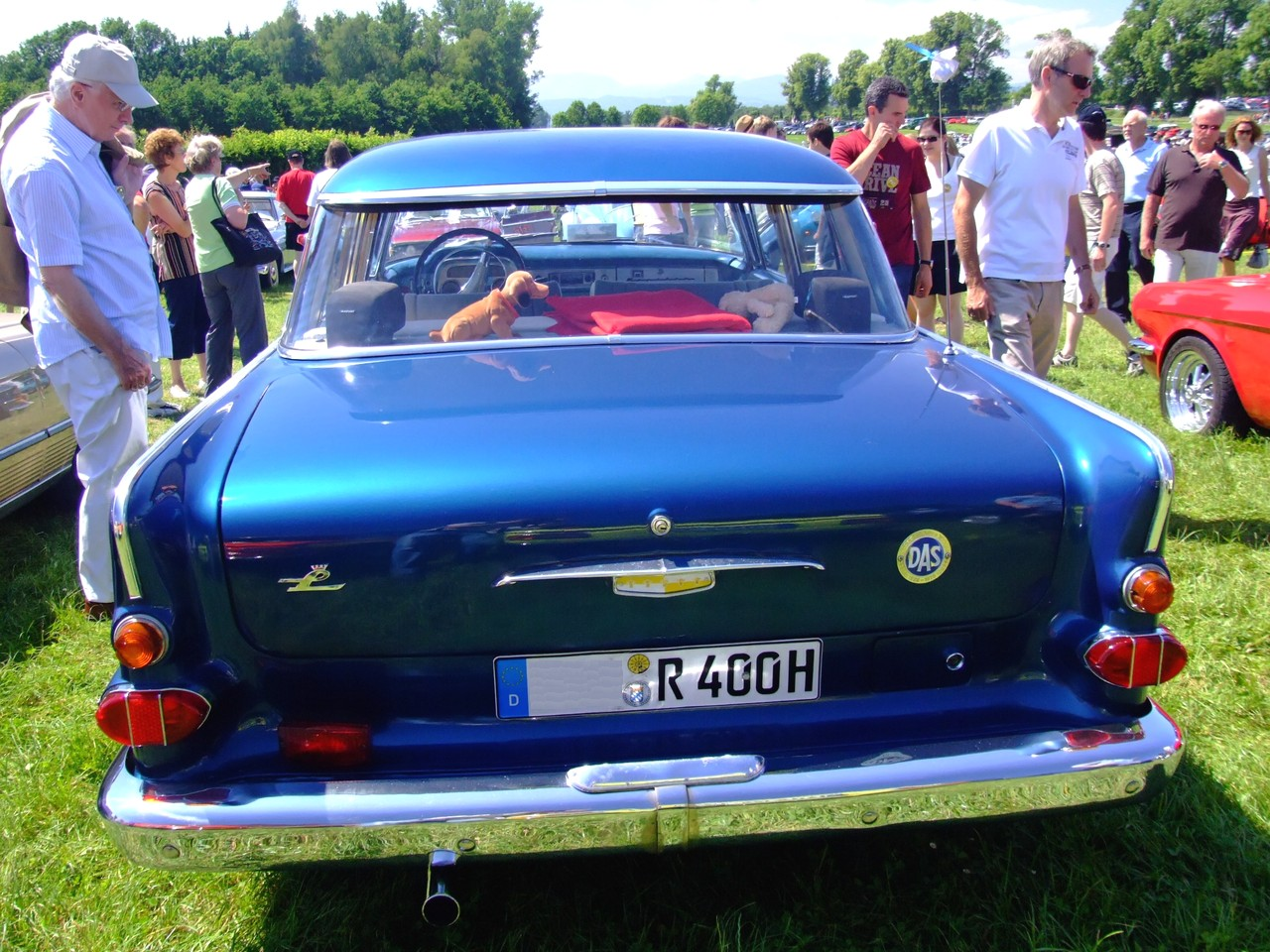
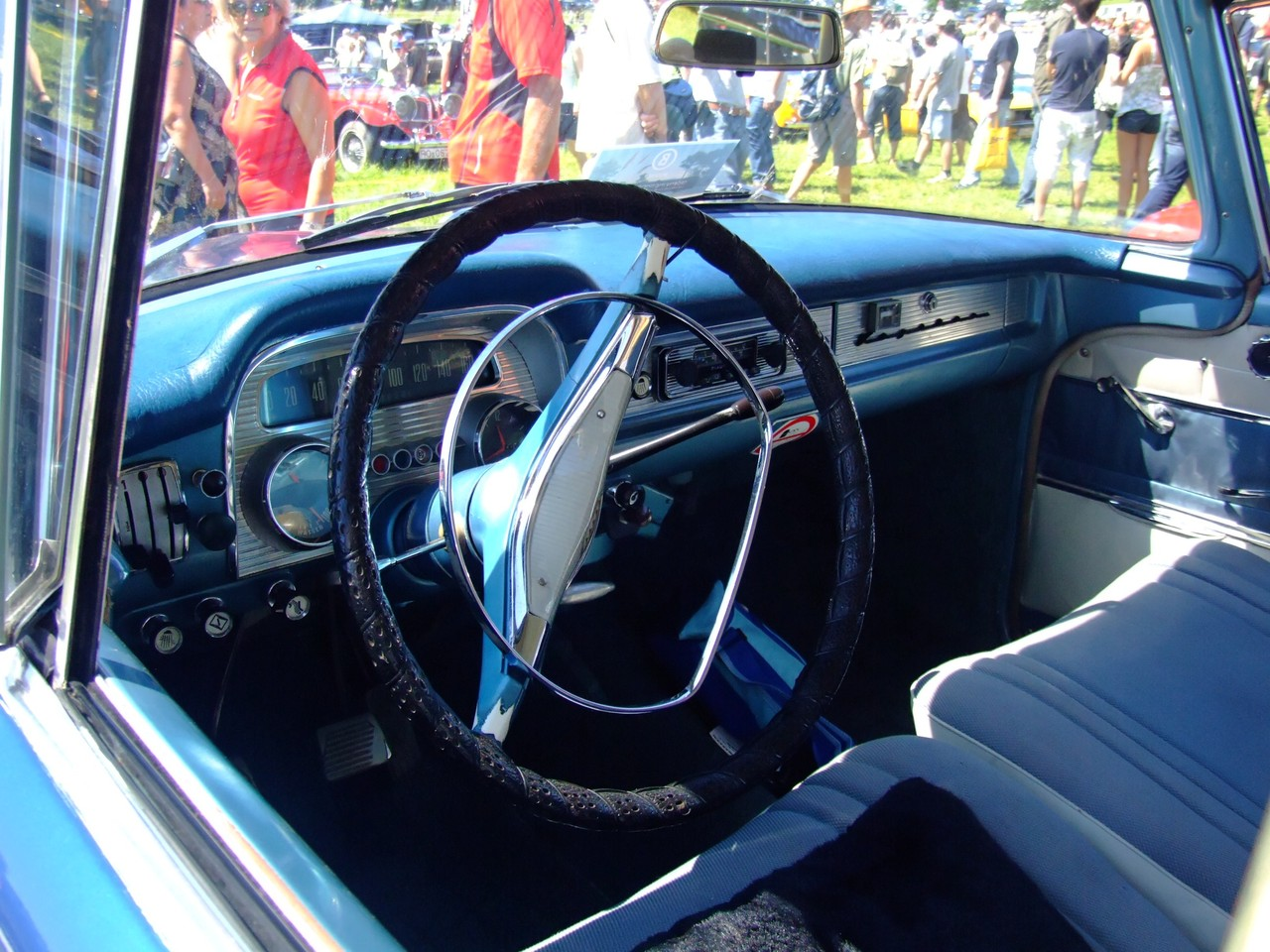
Aménagements de la Kapitän (1959)

### Chiffres de production de la Kapitän P 2,6
Entre 1959 et 1963, 145 616 Kapitän P 2,6 sont fabriquées,.
| Année           | 1959   | 1960   | 1961   | 1962   | 1963   | Total   |
| --------------- | ------ | ------ | ------ | ------ | ------ | ------- |
| Kapitän P 2,6   | 4.974  | 15.474 | 10.466 | 8.247  | 3.622  | 42.783  |
| Kapitän P 2,6 L | 10.004 | 31.972 | 28.302 | 24.601 | 7.954  | 102.833 |
| Total           | 14.978 | 47.446 | 38.768 | 32.848 | 11.576 | 145.616 |

## Opel Kapitän A (1964-1968)
Article detaillé : Opel Admiral A
En février 1964, Opel commence la production de la luxueuse gamme de modèles KAD A, dont l'Opel Kapitän A. Le vide qui en résulte dans la catégorie grande routière est rapidement comblé par la gamme Commodore.

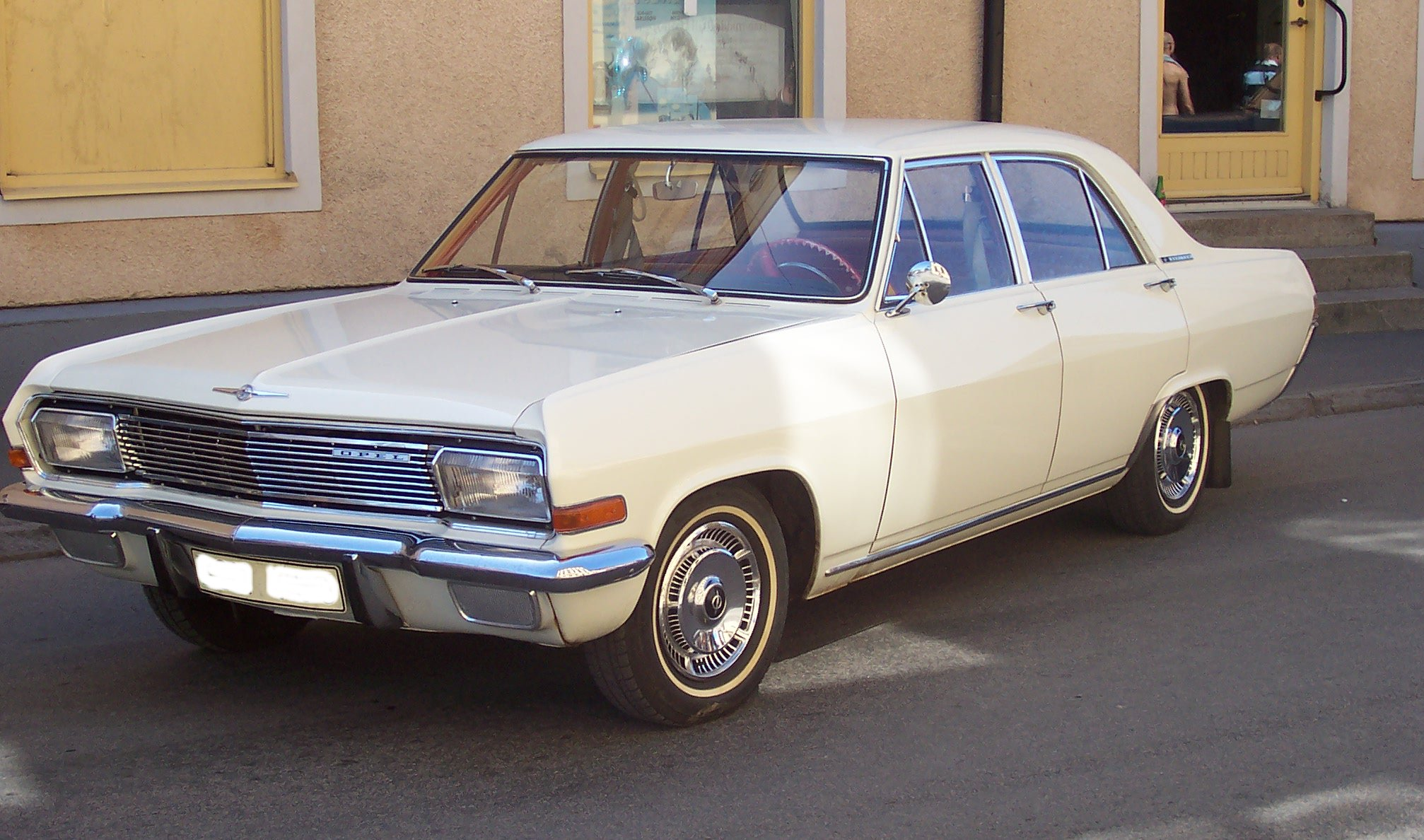
Opel Kapitän A

La carrosserie droite sans fenêtres panoramiques est la même pour toutes, l'Admiral et le modèle haut de gamme Diplomat sont mieux équipés. La puissance maximale du moteur de 2,6 litres a été augmentée à 100 ch (74 kW), mais en août 1965, un tout nouveau moteur de 2 784 cm3 et 125 ch (92 kW) est introduit, plus adapté aux grosses voitures. Une boîte de vitesses à quatre vitesses est nouvellement introduite.
Sa production s'est arrêtée en novembre 1968. La gamme de modèles Kapitän-Admiral-Diplomat, classée en fonction de l'équipement, a depuis été abrégée en « KAD ». Avec cette gamme de modèles, Opel a perdu sa première place dans les statistiques allemandes d'immatriculation des voitures neuves dans la catégorie des voitures à moteurs six cylindres.

## Opel Kapitän B (1969-1970)
En mars 1969, la gamme KAD B apparaît, comprenant la Kapitän B. Le châssis est amélioré avec un essieu De Dion à l'arrière et la carrosserie a été légèrement réduite (d'environ 5 cm pour la longueur et la largeur) et modernisée.
La production de la Kapitän B est interrompue en mai 1970. Opel abandonnant le nom Kapitän. La série KAD-B s'est poursuivie avec l'Amiral (jusqu'en juillet 1976) et le Diplomat jusqu'en juillet 1977.

## La situation d'aujourd'hui
L'Opel Kapitän est un modèle recherché par les collectionneurs et les passionnés. Fondamentalement, le Kapitän est un véhicule extrêmement fiable ; Les problèmes de rouille antérieurs ne sont plus un problème après une bonne restauration, car les véhicules ne sont généralement plus exposés à l'utilisation quotidienne et, surtout, au sel de voirie en hiver. Toutes les variantes et toutes les années de modèle sont considérées comme recommandées et populaires. Les rares versions cabriolet et la Kapitän '51 sont particulièrement recherchées, mais la P 2,5 (Schlüsselloch-Kapitän), autrefois méprisée, est également devenue une variante recherchée.
Si l’approvisionnement en pièces techniques est satisfaisant, il manque des pièces en tôle. En particulier les ailes, et surtout, les pièces chromées sont rares. Beaucoup de ces pièces chromées sont désormais reproduites. Les systèmes d’échappement (certains en acier inoxydable) et les pneus (même diverses options à flancs blancs) ne posent aucun problème, même si certains sont assez chers. Des pièces rarement trouvables sont également reproduites. Le groupe d'intérêt Alt-Opel-Interessengemeinschaft et l'Opel-Kapitän-Club, fondés en 1972, offrent une vie de club animée avec de nombreuses opplieuunités d'achat et une aide technique.

## Culture populaire
L'auteur-compositeur Reinhard Mey dédie une de ses chansons à son père, 51er Kapitän, qui raconte le rêve de son père de monter un jour dans une Kapitän blanche comme neige - l'incarnation du luxe - mais cela n'arrivera jamais car il ne pourra jamais se permettre la Kapitän jusqu'à sa mort. La chanson se termine par cette phrase : « Mais s'il devait y avoir un paradis, alors je le verrais enfin : parce qu'alors mon vieux viendra me chercher dans une Kapitän '51 blanche comme neige ! ».

## Divers

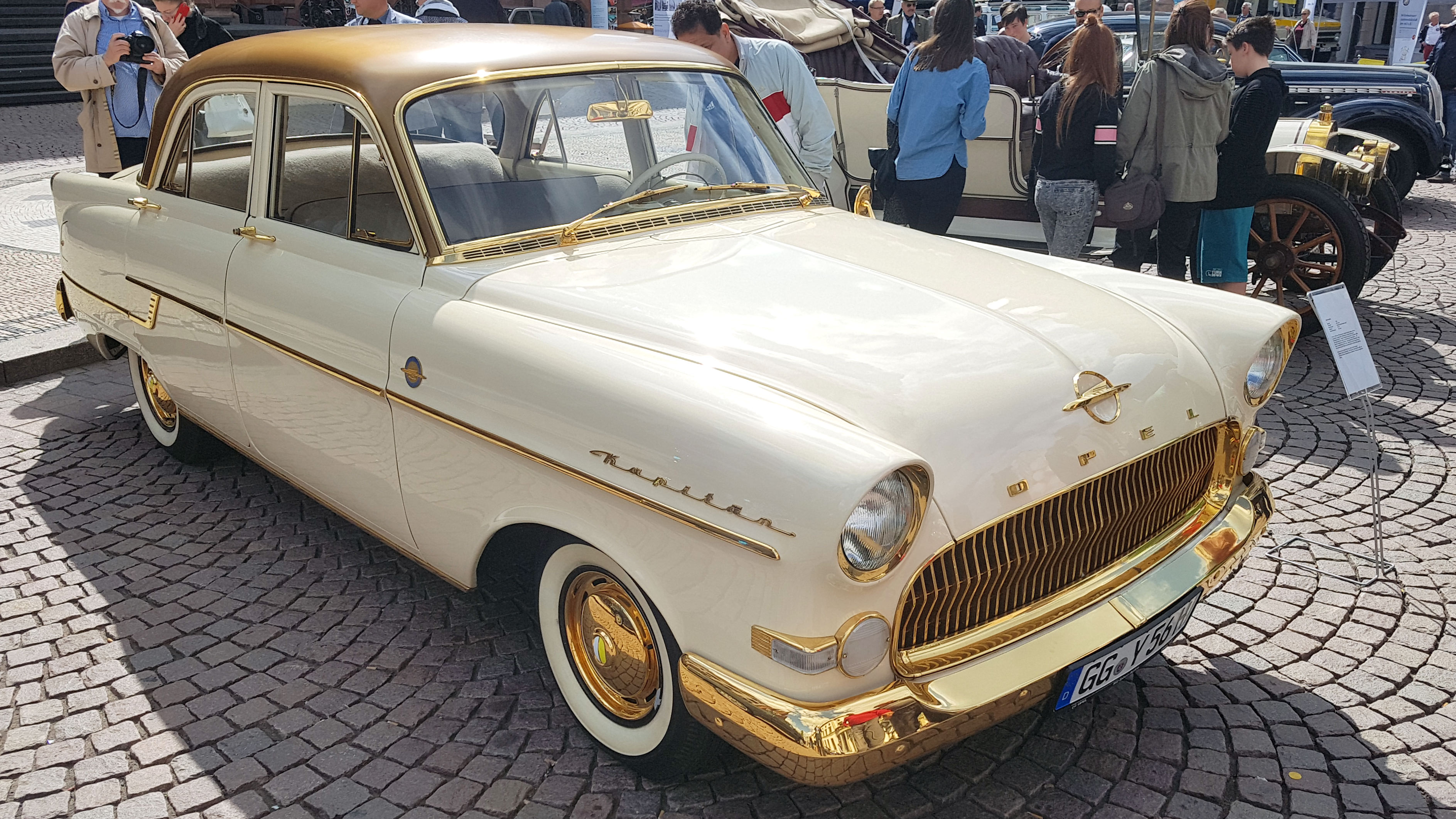
La deux millionième Opel à sortir de la chaîne de montage : Opel Kapitän 1956, encadrée d'or

La deux millionième Opel sortie des chaînes de montage de Rüsselsheim le 9 novembre 1956 est une Opel Kapitän avec un toit doré et des garnitures plaquées or.